# Evje og Hornnes kommun
Evje og Hornnes kommun (norska: Evje og Hornes kommune) är en kommun i Agder fylke i södra Norge. Tätorten Evje utgör kommunens centralort.
Tidigare har kommunen tillhört dåvarande Aust-Agder fylke.

## Administrativ historik
Evje og Hornnes kommun bildades den 1 januari 1960 genom en sammanslagning av de tidigare kommunerna Evje och Hornes. 1986 överfördes ett område med åtta invånare från Birkenes kommun.

## Tätorter
I Evje og Hornnes kommun finns en tätort:
- Evje (centralort)

## Socknar
Inom Norska kyrkan motsvaras Evje og Hornnes kommun av Evje og Hornnes socken i Otredals prosteri i Agder og Telemarks stift.